# Демидович Олександр Володимирович
Олександр Володимирович Демидович (біл. Аляксандр Уладзіміравіч Дземідовіч; нар. 26 квітня 1989, Берестя, Білоруська РСР) — білоруський футболіст, захисник аматорського клубу «Брестжитлобуд» (Берестя). Рідний брат нападника Вадима Демидовича.

## Життєпис
Вихованець берестейського футболу, з 2008 року грав за берестейське «Динамо», але не зумів закріпитися в основному складі. У серпні 2012 року перейшов до мікашевицького «Граніту», де став основним захисником.
У лютому 2014 року підписав контракт із «Лідою». У лідинському клубі також закріпився в основі. У січні 2015 року після закінчення контракту залишив «Ліду». Сезон 2015 року розпочав у «Барановичах», які повернулися до першої ліги. На початку 2016 року проходив перегляд у берестейському «Динамо», але не підійшов та приєднався до «Сморгоні».
У серпні 2016 року підписав контракт із гродненським «Німаном», однак у другій половині сезону 2016 року не провів жодного матчу за основну команду. У березні 2017 року продовжив контракт із гродненцями до кінця сезону 2017 року, але незабаром відданий в оренду в «Смолевичі-СТІ». За підсумками сезону 2017 року допоміг смолевичівському клубу вийти у вищу лігу. У грудні 2017 року повернувся з оренди до «Німана».
У лютому 2018 року проходив перегляд у «Мінську», але безуспішно й у березні приєднався до берестейського «Руху», з яким підписав контракт. Допоміг берестейській команді у сезоні 2018 року здобути перемогу у другій лізі. У першій половині 2019 року залишався гравцем «Руху», але не провів у першій лізі жодного матчу, зіграв лише в одному матчі у Кубку Білорусі.
У липні 2019 року залишив берестейський клуб й незабаром приєднався до пінської «Хвилі», де став одним із основних гравців. Залишив «Хвилю» після закінчення сезону 2019 року.
У квітні 2020 року став гравцем мікашевицького «Граніту», де грав до завершення сезону. На початку 2021 року перейшов до «Брестжитлобуду» з Другої ліги.

## Досягнення
- Кубок Білорусі
  -  Володар (1): 2011/12

- Друга ліга Білорусі
  -  Чемпіон (1): 2018

## Статистика виступів
| Сезон    | Дивізіон | Клуб                  | Країна   | Матчі | Голи |
| -------- | -------- | --------------------- | -------- | ----- | ---- |
| 2007     | дубль    | «Динамо» (Берестя)    | Білорусь | 26    | 1    |
| 2008     | Д1       | «Динамо» (Берестя)    | Білорусь | 4     | 0    |
| 2009     | дубль    | «Динамо» (Берестя)    | Білорусь | 22    | 3    |
| 2010     | Д1       | «Динамо» (Берестя)    | Білорусь | 3     | 0    |
| 2011     | Д1       | «Динамо» (Берестя)    | Білорусь | 10    | 0    |
| 2012 (1) | Д1       | «Динамо» (Берестя)    | Білорусь | 0     | 0    |
| 2012 (2) | Д2       | «Граніт» (Мікашевичі) | Білорусь | 13    | 0    |
| 2013     | Д2       | «Граніт» (Мікашевичі) | Білорусь | 26    | 1    |
| 2014     | Д2       | «Ліда»                | Білорусь | 26    | 2    |
| 2015     | Д2       | «Барановичі»          | Білорусь | 24    | 1    |
| 2016     | Д2       | «Сморгонь»            | Білорусь | 11    | 1    |
| 2016 (2) | дубль    | «Німан» (Гродно)      | Білорусь | 10    | 3    |
| 2017     | Д2       | «Смолевичі-СТІ»       | Білорусь | 28    | 2    |
| 2018     | Д3       | «Рух» (Берестя)       | Білорусь | 28    | 6    |
| 2019 (1) | Д2       | «Рух» (Берестя)       | Білорусь | 0     | 0    |
| 2019 (2) | Д2       | «Хвиля» (Пінськ)      | Білорусь | 13    | 1    |
| 2020     | Д2       | «Граніт» (Мікашевичі) | Білорусь | 22    | 1    |